# A. Moonen
A. Moonen (spreek uit: a-punt-moonen), volledige naam Arie Wilhelmus Pieter Moonen (Rotterdam, 28 augustus 1937 – Rotterdam, 24 januari 2007), was een Nederlandse schrijver.
Na allerlei kortdurende werkkringen te hebben gehad, leefde hij lange tijd van een uitkering in Den Haag en later in Amsterdam. Moonen schreef voor het Amsterdamse studentenweekblad Propria Cures.
"Zalf voor de dood" was het boek waarmee Moonen had willen debuteren maar hij kon het pas in 1980 uitgebracht krijgen. Daarom was "Stadsgerechten" uit 1977 zijn eigenlijke debuut. Het betreft een autobiografische en verwarde weergave in de vorm van een dagboek van zijn kleinschalige leven waarin met name zijn aparte seksuele voorkeuren worden beschreven (pedofielachtig, seksuele massages, scatologie, enzovoorts). Moonen had een ouderwets aandoende en gedragen stijl waaruit bleek dat hij was beïnvloed door de Nederlandse schrijver Gerard Reve en het was die stijl die zijn boeken van belang maakte. Hij schreef vervolgens eenzelfde soort boek, "Openbaar leven" dat in 1979 uitkwam.
A. Moonen overleed op 69-jarige leeftijd in een Rotterdams verpleeghuis.
Eind 2016 verscheen de biografische schets "Bel ik u wakker, beste man? Het monisch-manische schrijversbestaan van A. Moonen" van Wim Sanders.

## Werken
- Stadsgerechten (1977)
- Openbaar leven (1979)
- Zalf voor de dood (1980)
- Gastheer Moonen (1981)
- Open afdeling (1982)
- Omgelegde dagen (1984)
- De wurger van Delft (1986)
- Gezagvoerdersverzen (1988)
- Naar Portugal (1994)
- Koud buffet (1996)
- Verbanning (2000)